# Федеріко Гатті
Федеріко Гатті (італ. Federico Gatti; нар. 24 червня 1998, Риволі) — італійський футболіст, центральний захисник «Ювентуса» і національної збірної Італії.

## Клубна кар'єра
Народився 24 червня 1998 року в місті Риволі. Вихованець юнацьких команд футбольних клубів «К'єрі», «Торіно», а з 2012 року — «Алессандрії».
У дорослому футболі дебютував 2015 року виступами на правах оренди за нижчоліговий «Павароло». Згодом змінив декілька команд 4-6 дивізіонів італійської першості, а 2020 року приєднався до третьолігової «Про Патрії».
Після першого ж сезону у Серії C влітку 2021 року був запрошений до друголігового «Фрозіноне», який викупив контракт захисника за 250 тисяч євро та уклав з ним чотирирічний контракт. Від самого початку сезону 2021/22 новачок другого дивізіону став одним із його головних відкриттів і привернув увагу провідних клубів країни. Найпредметнішим був інтерес з боку туринського «Ювентуса», який 31 січня 2022 року сплатив за трансфер гравця, що трьома роками раніше грав у п'ятому дивізіоні, 7,5 мільйонів євро з можливими додатковими 2,5 мільйонами євро бонусів і уклав з ним контракт на 4,5 роки. Клуби домовилися, що Гатті дограє сезон 2021/22 за «Фрозіноне» на правах оренди.
Перед початком сезону 2022/23 приєднався до лав свого нового клубу, «Ювентуса».

## Виступи за збірну
11 червня 2022 року гравець, який не мав досвіду виступів за юнацькі або молодіжну збірні Італії, та на той час представляв клуб Серії B, дебютував в офіційних матчах за національну збірну Італії, вийшовши на поле у грі Ліги націй УЄФА проти Англії.
| Дата      | Місто         | Господарі | Результат | Гості  | Турнір                               | Голи | Примітки |
| --------- | ------------- | --------- | --------- | ------ | ------------------------------------ | ---- | -------- |
| 11-6-2022 | Вулвергемптон | Англія    | 0 – 0     | Італія | Ліга націй УЄФА 2022-2023 - 1-й етап | -    | 48'      |
| Усього    |               | Матчів    | 1         |        | Голів                                | 0    |          |

## Титули і досягнення
- Володар Кубка Італії (1):

«Ювентус»: 2023-24